# 総合国力
総合国力（そうごうこくりょく、中国語: 综合国力、ピン音: zōnghé guólì、Comprehensive National Power, CNP）は、1980年代以降、中華人民共和国で盛んに議論されている国家の推定総合力。具体的な定義があるわけではないが、軍事力（ハードパワー）と経済・文化力（ソフトパワー）に考察の重点が置かれる場合が多い。その価値観は現代欧米のものともマルクス・レーニン主義とも、さらには1980年代以前の中国のものとも異なる独自性を持っている。中国政府の狙いは総合国力を世界最高にすることであるが、ソビエト連邦が軍事偏重で崩壊した轍を踏むことが無いように、市場経済などにも配慮を見せている。

## 内容
「総合国力」という言葉は1980年代になって作られたものではなく、日本では1940年の『基本国策要綱』、1946年の勅令『戦時行政職権特例廃止ノ件』や、1947年の『経済審議庁設置法』中でも使われており、現代でも使われる場合がある。
一方、中華人民共和国では1980年代から使われ始めた。1992年に前中国共産党中央軍事委員会主席の鄧小平が改革開放を進める一環として「総合国力」を重視する旨を表明してさらに注目度が上がり、以後人民日報などで取り上げられる件数が増え続けている。鄧小平の後を継いだ江沢民も「総合国力」を重視し、2002年の中国共産党第十六回全国代表大会で発表した政治報告の中で、総合国力について数回言及している。
「総合国力」として重視されることが多い項目は、経済力、軍事力、科学技術力などである。中華人民共和国副主席の曽慶紅は、経済力、科学技術力、国防力、民族の凝集力と定義している。政府の統制力などが考慮される場合もある。総合国力は、中国国内の調査機関などによって、先進国同士のランキングの形で表される事が多い。1998年に中国現代国際関係研究院が発表した時点では、アメリカ合衆国が1位、中国は7か国中の7位だった。
中国政府が資金提供して作られたシンクタンク、中国社会科学院は独自に算出した主要国の総合国力ランキングをたびたび発表している。アメリカ合衆国が常に1位とされているが、算出基準が決められていないため、2位以下の順位は年によって大きく変動がある。例を挙げると次の通り。
| 順位 | 2003年         | 2006年   | 2006年点数 | 2009年   |
| ---- | -------------- | -------- | ---------- | -------- |
| 1    | アメリカ       | アメリカ | 90.62      | アメリカ |
| 2    | 日本           | イギリス | 65.04      | 日本     |
| 3    | 中国           | ロシア   | 63.03      | ドイツ   |
| 4    | ドイツ         | フランス | 62.00      | カナダ   |
| 5    | イギリス       | ドイツ   | 61.93      | フランス |
| 6    | フランス       | 中国     | 59.10      | ロシア   |
| 7    | ロシア         | 日本     | 57.84      | 中国     |
| 8    | ノルウェー     | カナダ   | 57.09      | イギリス |
| 9    | カナダ         | 韓国     | 53.20      | インド   |
| 10   | オーストラリア | インド   | 50.43      | イタリア |

上は総合順位であるが、個別要素についても発表されており、中国の軍事力が日本よりも下位であるとされている場合も多い。上は中国社会科学院の見解だが、調査によっては、中国の総合国力はすでに米国に次いで2位であるとされる場合もある。